# 羊飼いの礼拝 (パルミジャニーノ)
『羊飼いの崇拝』（ひつじかいのれいはい、伊: Adorazione dei pastori）は、イタリアのマニエリスム期の画家パルミジャニーノによる板上の油彩画で、1521年から 1522年ごろ制作された。現在は個人蔵となっている。この作品は1992年にグールドによって再発見され、一年後にチューリッヒ美術館に展示された。コートールド・ギャラリーにある『キリストの降誕』のように、コレッジョの影響を強く受けていたパルミジャニーノの若い時期の作品であると考えられている。コレッジョのパルミジャニーノへの影響は、1524年以降になってようやく薄れていった。
聖母マリア、天使、聖ヨセフの準備素描はロンドンの個人コレクションに残っている。その素描はワシントンD.C.とパルマで展示されており、コレッジョの影響も示している。一方、左下隅の三匹の仔羊は、画家のカメラ・ディ・サン・パオロにある浮彫装飾に触発されている。クリーブランド美術館にある別の素描 (24-10003番) は、構図の最初のアイデアであり、後により詳細に展開されることになる。